# Saint-André-en-Barrois
Saint-André-en-Barrois és un municipi francès situat al departament del Mosa i a la regió del Gran Est. L'any 2007 tenia 63 habitants.

## Demografia

### Població
El 2007 la població de fet de Saint-André-en-Barrois era de 63 persones. Hi havia 20 famílies, de les quals 4 eren unipersonals (4 homes vivint sols), 8 parelles sense fills i 8 parelles amb fills.
La població ha evolucionat segons el següent gràfic:
Habitants censats

### Habitatges
El 2007 hi havia 30 habitatges, 22 eren l'habitatge principal de la família, 6 eren segones residències i 2 estaven desocupats. Tots els 30 habitatges eren cases. Tots els 22 habitatges principals que hi havia estaven ocupats pels seus propietaris; 2 tenien tres cambres, 7 en tenien quatre i 13 en tenien cinc o més. 6 habitatges disposaven pel capbaix d'una plaça de pàrquing. A 10 habitatges hi havia un automòbil i a 8 n'hi havia dos o més.

### Piràmide de població
La piràmide de població per edats i sexe el 2009 era:
| Homes | Edats   | Dones |
| ----- | ------- | ----- |
| 0     | 95 o +  | 0     |
| 0     | 90 a 94 | 0     |
| 0     | 85 a 89 | 0     |
| 0     | 80 a 84 | 0     |
| 0     | 75 a 79 | 8     |
| 4     | 70 a 74 | 0     |
| 0     | 65 a 69 | 0     |
| 0     | 60 a 64 | 0     |
| 0     | 55 a 59 | 0     |
| 4     | 50 a 54 | 4     |
| 0     | 45 a 49 | 0     |
| 0     | 40 a 44 | 0     |
| 0     | 35 a 39 | 0     |
| 4     | 30 a 34 | 4     |
| 4     | 25 a 29 | 0     |
| 0     | 20 a 24 | 0     |
| 0     | 15 a 19 | 0     |
| 4     | 10 a 14 | 4     |
| 0     | 5 a 9   | 0     |
| 0     | 0 a 4   | 0     |

## Economia
El 2007 la població en edat de treballar era de 28 persones, 18 eren actives i 10 eren inactives. De les 18 persones actives 17 estaven ocupades (10 homes i 7 dones) i 1 aturada (1 dona i 1 dona). De les 10 persones inactives 4 estaven jubilades, 3 estaven estudiant i 3 estaven classificades com a «altres inactius».
Activitats econòmiques
Dels 3 establiments que hi havia el 2007, 2 eren d'empreses de construcció i 1 d'una empresa immobiliària.
Dels 3 establiments de servei als particulars que hi havia el 2009, 1 era un paleta, 1 empresa de construcció i 1 agència immobiliària.
L'any 2000 a Saint-André-en-Barrois hi havia 5 explotacions agrícoles.

## Poblacions més properes
El següent diagrama mostra les poblacions més properes.